# Экономика Либерии
Либерия — одна из наиболее бедных стран Африки и мира. Её экономика сильно пострадала во время гражданской войны, в том числе и из-за экономических санкций, введённых ООН против диктаторского режима Чарльза Тейлора.

## История
В 1890-е годы Либерия являлась сельскохозяйственной страной, основным экспортными товарами в это время были пальмовое масло, кофе, орехи, имбирь, слоновая кость, каучук и красильное дерево..
В 1926 году концессия на выращивание каучука сроком на 99 лет была выдана компании «Файерстоун».
В период после 1948 года одним из важных источников доходов страны является морской флот. Морской флаг Либерии является вторым по степени распространения флагом мирового торгового флота.
В октябре 1973 года с целью развития торговли Либерия и Сьерра-Леоне создали Союз государств реки Мано.
В ходе двух гражданских войн в Либерии (1989—1996 и 1999—2003) экономика страны была дезорганизована. В мае 2001 года Совет Безопасности ООН ввёл эмбарго на экспорт алмазов из Либерии, в 2003 году - санкции против лесозаготовительной промышленности. В 2006 году были отменены санкции ООН на экспорт древесины, в апреле 2007 года - ограничения на торговлю алмазами.
В 2010 году было принято новое законодательство о лесном хозяйстве, одобренное международным сообществом - в результате, масштабы лесозаготовок и экспорт древесины увеличились, началась продажа концессий иностранным компаниям. Разрешение продажи сельскохозяйственных земель иностранным компаниям для выращивания технических культур (в частности, создание пальмовых плантаций для продажи на экспорт пальмового масла) обострило "земельный голод" в стране и привело к росту цен на продовольствие. В 2012 году оказалось, что 40% лесов страны уже находится в частной собственности, а древесину вывозят из страны по заниженным ценам.

## Сельское хозяйство

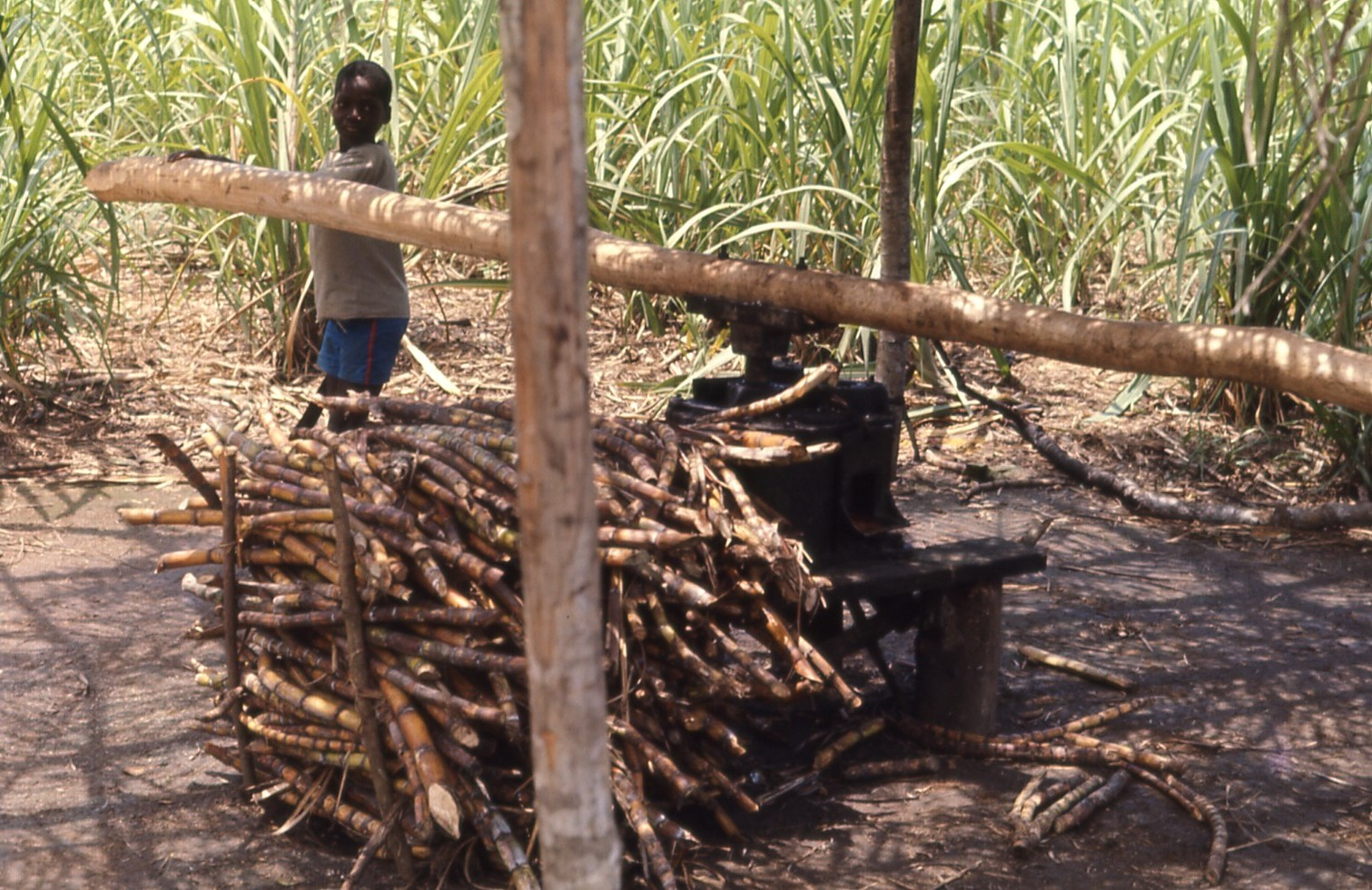
Мальчик перемалывает сахарный тростник

В сельском хозяйстве Либерии занято 70 % трудоспособного населения (2000), оно даёт 36 % ВВП (2012). Главной потребительской культурой в стране является рис, производство которого в 2005 году составило 110 тысяч тонн. Однако многие крестьяне переходят на работу по найму, вследствие чего производство риса сократилось и возрос его импорт. Наибольший сбор риса был в 1987-88 годах — примерно 300 тысяч тонн. Выращиваются также кассава (490 тыс. т) и бананы (110 тыс. т). Из технических культур выращивается натуральный каучук (110 тыс т).

## Промышленность
В промышленности занято 8 % трудоспособного населения, она даёт 16 % ВВП.

### Горнодобывающая промышленность
Главным полезным ископаемым Либерии является железная руда. В 1980-х годах произошёл спад её добычи, в том числе из-за истощения запасов высококачественной руды. Алмазы играют вторую после железной руды роль. Долгое время ООН держала запрет на экспорт Либерией алмазов, которые подпитывали обе стороны в гражданской войне.

### Обрабатывающая промышленность
Обрабатывающая промышленность развита слабо и связана в основном с первичной переработкой сырья. Имеются небольшие предприятия по производству мыла, обуви и продуктов питания.

## Транспорт
По состоянию на 2024 год, Либерия занимала 138 место в мире по количеству аэропортов. Всего их в стране 19. По состоянию на 2021 год, общая протяженность автомобильных дорог составляла 10600 км, в том числе 657 км с твёрдым покрытием и 9943 км без твёрдого покрытия.

### Железные дороги
По состоянию на 2008 год, общая протяженность железных дорог составляла 429 км.

## Торговля (2015)
- Экспорт: $440,1 млн
- Статьи экспорта: каучук, лес, железная руда, алмазы, какао, кофе
- Партнёры по экспорту (2014): Китай 31,9%, Греция 8,8%, США 8,6%, Германия 8,2%, Франция 7,3%, Испания 4,8%
- Импорт: $1,21 млрд
- Статьи импорта: топливо, химикаты, машины, транспортное оборудование, продовольствие
- Партнёры по импорту (2014): Сингапур 33,9%, Южная Корея 25,6%, Китай 14,7%, Япония 9,1%